# Lincoln (Vermont)
Lincoln ist eine Town im Addison County des Bundesstaates Vermont in den Vereinigten Staaten mit 1323 Einwohnern (laut Volkszählung von 2020).

## Geografie

### Geografische Lage
Die Gemeinde liegt in den westlichen Bergketten der Green Mountains, im Osten des Addison Counys. Sie umfasst das nach Norden abfallende Tal des New Haven Rivers, der in den östlichen Bergen entspringt, und wird im Osten, Süden und Westen von Höhenzügen eingerahmt. Zu ihrem Gebiet gehören, jeweils zur Hälfte, der Lincoln Peak (1212 m) und der Mount Abraham (1224 m), die beide zu den höchsten Bergen der Green Mountains gehören. Außerdem führt eine Passstraße, Lincoln Gap, durch das Gebiet. Ihr höchster Punkt liegt etwa einen Kilometer westlich der Grenze zur östlich benachbarten Town Warren.

### Nachbargemeinden
Alle Angaben als Luftlinien zwischen den offiziellen Koordinaten der Orte aus der Volkszählung 2010.
- Norden: Starksboro, 4,8 km
- Nordosten: Fayston, 13,3 km
- Osten: Warren, 11,1 km
- Südosten: Granville, 15,0 km
- Süden: Ripton, 4,4 km
- Westen: Bristol, 8,3 km

### Klima
Die mittlere Durchschnittstemperatur in Lincoln liegt zwischen −10,0 °C (14 °Fahrenheit) im Januar und 18,3 °C (65 °Fahrenheit) im Juli. Damit ist der Ort gegenüber dem langjährigen Mittel der USA, abhängig von der Jahreszeit, um etwa 12 bis 15 Grad kühler. Die Schneefälle zwischen Mitte Oktober und Mitte Mai liegen mit mehr als fünfeinhalb Metern etwa doppelt so hoch wie die mittlere Schneehöhe in den USA, die tägliche Sonnenscheindauer liegt am unteren Rand des Wertespektrums der USA, zwischen September und Dezember sogar deutlich darunter.

## Geschichte
Das Gebiet Lincolns gehörte zu den Bereichen, die in den ersten Kolonisationsschüben ausgelassen wurde, da es nicht erkennbar fruchtbares Land in einer Ebene aufwies, sondern im Gebirge liegt. Das Gebiet umfasste bei der Ausrufung eine Fläche von 23.040 acres (etwa 93 km²). Durch eine Abtretung eines Streifens von zwei Meilen (etwa 3,5 km) Breite an das östlich gelegene Warren, die Annexion eines eine Meile breiten Streifens mit einer Fläche von 4400 acres (entsprechend etwa 1,1 km²) der westlich benachbarten Gemeinde Bristol (beide 1824) und die Aufnahme eines nördlich gelegenen Bereiches, der durch Vermessungsfehler nicht vergeben worden waren, der Avery’s Gore, im Jahr 1848 erhielt die Town ihre heutige Form und Größe.
Über das Datum der Ausrufung liegen unterschiedliche Angaben vor: Thomson spricht vom 7. November 1780; dies ist auch das Datum, das die Gemeinde und die offiziellen Stellen führen. Die Town ist im Zensus 1790 aber nicht aufgeführt. Hemenway nennt als Gründungsdatum dagegen den 9. November 1790. In beiden Quellen wird aber derselbe Käufer genannt: eine Gruppe von Siedlern um Benjamin Simonds. Ebenfalls einig sind sich die beiden Autoren darin, dass das Land bereits zwei Tage nach der Ausrufung verkauft worden sei. Unter den ersten Siedlern fand sich eine große Gruppe Quäker, die im Laufe der nächsten Jahre wuchs, aber um 1850 wieder verschwunden war; nur ein Straßenname weist heute auf die Anwesenheit dieser Glaubensgemeinschaft hin.
Der Name der Town leitet sich nicht etwa, wie angenommen werden könnte, von Abraham Lincoln, dem 16. Präsidenten der USA, her (der war bei der Gründung der Town noch nicht einmal geboren). Vielmehr wurde hier der Major General Benjamin Lincoln, der in der Schlacht von Bennington (1777) eine Rolle spielte, geehrt. Der Leiter der Käufergruppe, Benjamin Simonds, diente unter ihm.
Der Bau der Bahnen ab 1847 hatte keinen Einfluss auf die Einwohner des abgeschiedenen Gebietes: Die Strecke, die Connecticut River und Lake Champlain verband, führte durch Täler südlich der Town; mit Ausnahme des Lincoln Gap waren keine weiteren wichtigen Straßen gebaut worden, und der Lincoln Gap verlor nach dem Bau der Bahnstrecke an Bedeutung. Trotz der vorhandenen und genutzten Wasserkraft entwickelte sich in der Gegend keine nennenswerte Industrie; die Landwirtschaft wurde in erster Linie im mittleren, niedrigeren Teil der Fläche betrieben; die höher aufragenden Nord- und Südbereiche wurden in erster Linie zum Holzeinschlag genutzt.
Diese Situation ist bis zum heutigen Tag im Wesentlichen gleich geblieben. Seit der Mitte der 1960er Jahre verzeichnen die Volkszählungen, wie in allen Gemeinden der Umgebung, höhere Bevölkerungszahlen, die durch die Entwicklung zur Schlafstadt für die nahen Zentren Middlebury und Bristol bedingt sind.

### Religionen
Im Ort ist eine kirchliche Gemeinde, die „United Church of Lincoln“, niedergelassen.

### Einwohnerentwicklung
| Volkszählungsergebnisse – Town of Lincoln | Volkszählungsergebnisse – Town of Lincoln | Volkszählungsergebnisse – Town of Lincoln | Volkszählungsergebnisse – Town of Lincoln | Volkszählungsergebnisse – Town of Lincoln | Volkszählungsergebnisse – Town of Lincoln | Volkszählungsergebnisse – Town of Lincoln | Volkszählungsergebnisse – Town of Lincoln | Volkszählungsergebnisse – Town of Lincoln | Volkszählungsergebnisse – Town of Lincoln | Volkszählungsergebnisse – Town of Lincoln |
| Jahr                                      | 1800                                      | 1810                                      | 1820                                      | 1830                                      | 1840                                      | 1850                                      | 1860                                      | 1870                                      | 1880                                      | 1890                                      |
| ----------------------------------------- | ----------------------------------------- | ----------------------------------------- | ----------------------------------------- | ----------------------------------------- | ----------------------------------------- | ----------------------------------------- | ----------------------------------------- | ----------------------------------------- | ----------------------------------------- | ----------------------------------------- |
| Einwohner                                 | 97                                        | 255                                       | 278                                       | 639                                       | 770                                       | 1057                                      | 1070                                      | 1174                                      | 1368                                      | 1255                                      |
| Jahr                                      | 1900                                      | 1910                                      | 1920                                      | 1930                                      | 1940                                      | 1950                                      | 1960                                      | 1970                                      | 1980                                      | 1990                                      |
| Einwohner                                 | 1152                                      | 980                                       | 841                                       | 800                                       | 745                                       | 577                                       | 481                                       | 599                                       | 870                                       | 974                                       |
| Jahr                                      | 2000                                      | 2010                                      | 2020                                      | 2030                                      | 2040                                      | 2050                                      | 2060                                      | 2070                                      | 2080                                      | 2090                                      |
| Einwohner                                 | 1214                                      | 1271                                      | 1323                                      |                                           |                                           |                                           |                                           |                                           |                                           |                                           |

## Wirtschaft und Infrastruktur

### Verkehr
Bedingt durch seine Lage als einseitig befahrbares Tal ist Lincoln vom Durchgangsverkehr weitgehend abgeschnitten. Die nach Osten durch das Gebirge nach Warren führende Pass-Straße „Lincoln Gap Road“ ist im Bereich des Gebirgsüberganges im Winter geschlossen.

### Öffentliche Einrichtungen
Neben der normalen Gemeindeverwaltung und der Grundschule sind in Lincoln keine öffentlichen Einrichtungen angesiedelt. Das nächstgelegene Krankenhaus ist das Porter Medial Center in Middlebury.

### Bildung
Lincoln gehört mit Bristol, Monkton, New Haven, Starksboro und Mt. Abraham zur Addison Northeast Supervisory Union.
In Lincoln befindet sich die sechszügige Lincoln Community School, die auch eine Kindergartengruppe besitzt. Für alle weiteren Ausbildungsabschlüsse müssen die benachbarten Gemeinden, insbesondere das Zentrum Middlebury, aufgesucht werden.

## Persönlichkeiten

### Söhne und Töchter der Stadt
- George Walter Caldwell (1866–1946), Arzt und Schriftsteller